# Rancho La Bola

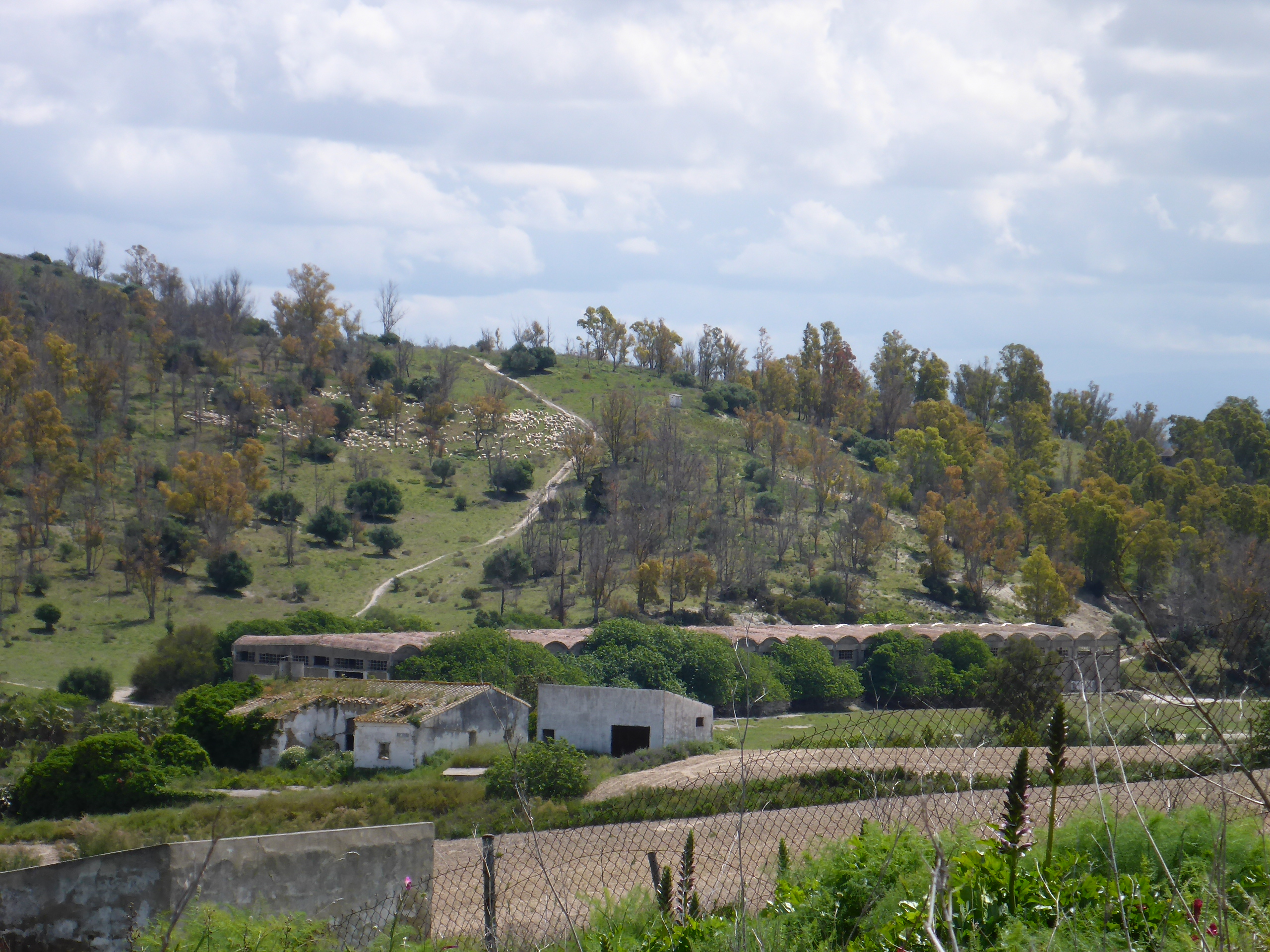
Instalaciones militares del Rancho

El Rancho La Bola está situado en Jerez de la Frontera

## Historia
Se creó para albergar las minas que no explotaron en la tragedia de Cádiz del 47.

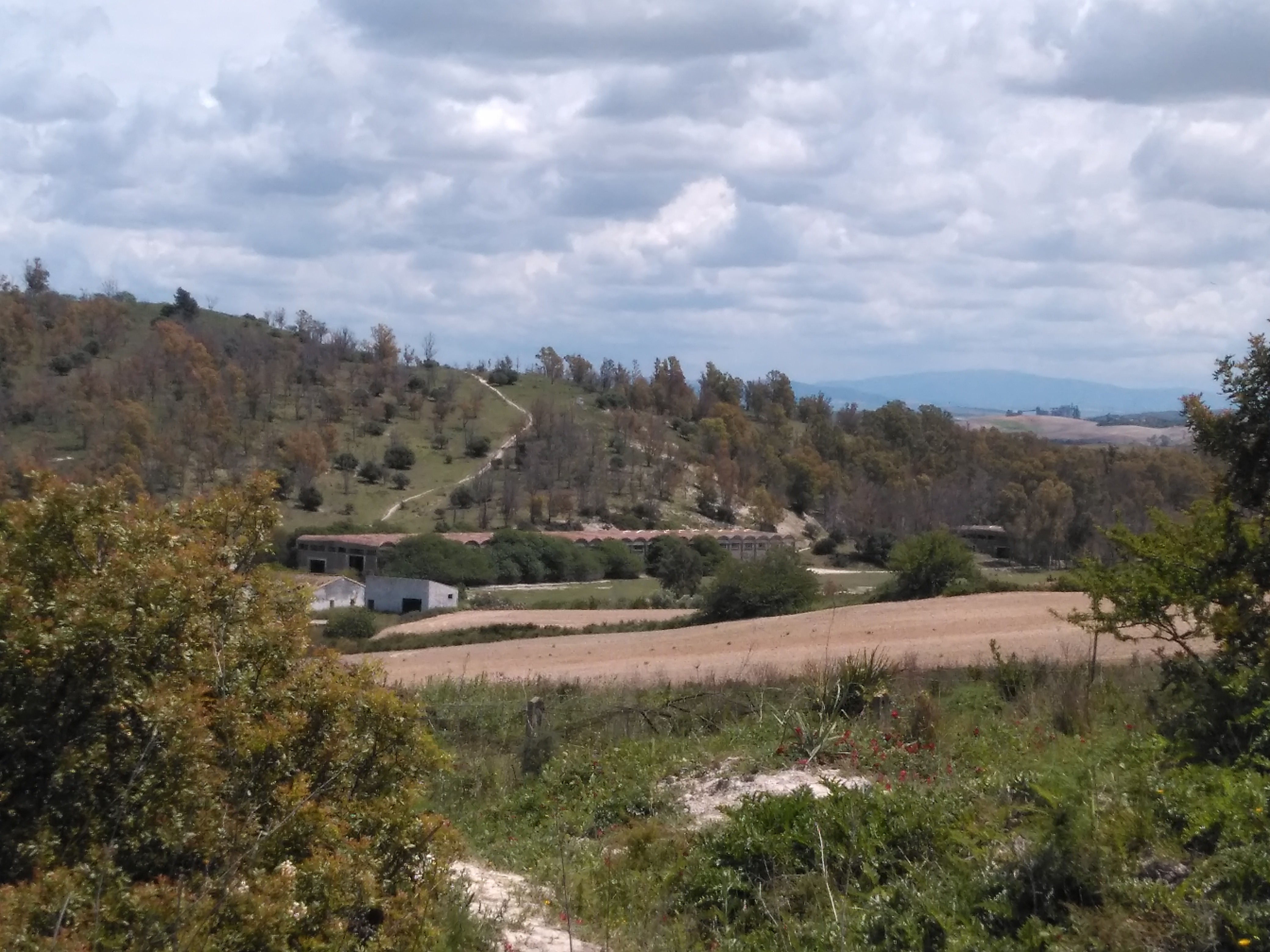
Rancho

## Conservación
Actualmente está abandonado, con riesgo de incendio por abandono.

## Futuro
El Ayuntamiento de Jerez ha solicitado su explotación al Ministerio de defensa, como se ocmprometió en 2010